# Perhimpunan Pelajar Indonesia di Jerman
Die Perhimpunan Pelajar Indonesia di Jerman (PPI Jerman), auf Deutsch bekannt als Vereinigung Indonesischer Studenten (V.I.S.) e.V., wurde am 4. Mai 1956 in Bad Godesberg, Deutschland, gegründet und 1963 als juristische Person in Bonn registriert.
PPI Jerman ist eine politisch unparteiische, wissenschaftliche, soziale und unabhängige Vereinigung, die als Zentrum für kulturelle Integration indonesischer Studenten und der indonesischen Gemeinschaft in Deutschland dient. Mit über 11.000 Studierenden (einschließlich Ausbildung, Studienkolleg, Bachelor, Master, Promotion) in verschiedenen Städten verfügt Deutschland über die größte Anzahl indonesischer Studierender in Europa. Daher gibt es 31 PPI-Zweigstellen, die Mitglieder von PPI Jerman sind und gemeinsam Programme und Aufgaben zur Vereinigung indonesischer Studierender in Deutschland durchführen.

## Zweigstellen in Deutschland
Hier eine Übersicht über die aktuell in Deutschland vorhandenen PPI-Zweigstellen:
| • PPI Aachen                        | • PPI Anhalt                  |
| • PPI Berlin-Brandenburg (Berbrand) | • PPI Bochum-Dortmund (Bodor) |
| • PPI Bonn                          | • PPI Braunschweig            |
| • PPI Bremen                        | • PPI Chemnitz                |
| • PPI Clausthal                     | • PPI Dresden                 |
| • PPI Duisburg-Essen (Dues)         | • PPI Frada                   |
| • PPI Franken                       | • PPI Freiburg                |
| • PPI Giessen                       | • PPI Greifswald              |
| • PPI Göttingen                     | • PPI Halle                   |
| • PPI Hamburg                       | • PPI Hannover                |
| • PPI Kaiserslautern                | • PPI Karlsruhe               |
| • PPI Kassel                        | • PPI Kiel                    |
| • PPI Leipzig                       | • PPI Mannheim                |
| • PPI Munich                        | • PPI Münster                 |
| • PPI Osnabrück                     | • PPI Rostock                 |
| • PPI Saarland                      | • PPI Stuttgart               |
| • PPI Thüringen                     |                               |

## Publikationen
- Sustainable development, Göttingen : Cuvillier, 2003
- Poverty alleviation, Göttingen : Cuvillier, 2004